# Back Beach (plaża po zachodniej stronie Sober Island)
Back Beach – plaża (beach) w kanadyjskiej prowincji Nowa Szkocja, w hrabstwie Halifax, po zachodniej stronie wyspy Sober Island (44°50′34″N, 62°28′42″W); nazwa urzędowo zatwierdzona 13 lipca 1976.